# Столник
Столник (болг. Столник) — село в Болгарии. Находится в Софийской области, входит в общину Елин-Пелин. Население составляет 752 человека (2022).

## Политическая ситуация
В местном кметстве Столник, в состав которого входит Столник, должность кмета (старосты) исполняет Мариана Цветкова Гешева (коалиция в составе 2 партий: Объединённый блок труда (ОБТ), Болгарское движение «Национален идеал за единство») по результатам выборов правления кметства.
Кмет (мэр) общины Елин-Пелин — Галя Симеонова Георгиева (Граждане за европейское развитие Болгарии (ГЕРБ)) по результатам выборов в правление общины.